# Balesfeld
Balesfeld – miejscowość i gmina położona w Niemczech, w kraju związkowym Nadrenia-Palatynat, w powiecie Eifel Bitburg-Prüm, należy do gminy związkowej Bitburger Land. Do 30 czerwca 2014 wchodziła w skład gminy związkowej Kyllburg. Leży w regionie Waldeifel. Liczy 216 mieszkańców (2009).

## Demografia
| - 1815 – 90 - 1835 – 237 - 1871 – 290 - 1905 – 404 - 1939 – 225 - 1950 – 226 - 1961 – 204 - 1965 – 225 - 1970 – 226 | - 1975 – 231 - 1980 – 225 - 1985 – 214 - 1987 – 198 - 1990 – 206 - 1995 – 244 - 2000 – 239 - 2005 – 211 - 2007 – 214 |

## Polityka
Rada gminy składa się z sześciu członków oraz wójta jako przewodniczącego.